# Microcaecilia nicefori
Espèce
Synonymes
- Gymnophis nicefori Barbour, 1924
- Parvicaecilia nicefori (Barbour, 1924)

Statut de conservation UICN

 LC  : Préoccupation mineure
Microcaecilia nicefori est une espèce de gymnophiones de la famille des Siphonopidae.

## Répartition
Cette espèce est endémique du centre la vallée du río Magdalena en Colombie. Elle se rencontre entre 225 et 400 m d'altitude dans les départements d'Antioquia, de Tolima, de Cundinamarca et de Santander.

## Étymologie
Cette espèce est nommée en l'honneur de Hermano Nicéforo María.

## Publication originale
- Barbour, 1924 : A new Gymnophis from Colombia. Proceedings of the Biological Society of Washington, vol. 37, p. 125-126 (texte intégral).